# قشلاق خان گلدی دعواکیشی
قشلاق خان گلدی دعواکیشی یک روستا در ایران است که در استان اردبیل واقع شده‌است. قشلاق خان گلدی دعواکیشی ۴۹ نفر جمعیت دارد.